# Kami-sama no Memo-chō
Kami-sama no Memo-chō (神様のメモ帳, lit. "Bloco de Anotações de Deus") é uma série de light novel japonesa escrita por Hikaru Sugii com ilustrações por Mel Kishida. O primeiro volume foi publicado em Janeiro de 2007 e, até Setembro de 2014, 9 volumes foram lançados pela ASCII Media Works na revista Dengeki Bunko. Uma adaptação para mangá ilustrada por Tiv começou a ser serializada em Agosto de 2011 na revista shonen Dengeki Daioh. Uma adaptação para anime foi ao ar no Japão em Julho de 2011.

## Enredo
Narumi Fujishima é um jovem estudante normal que vive junto de sua irmã mais velha, porém, sempre por decisão dela, acabam por mudar de cidade com bastante frequência, tornando Narumi alguém introvertido e que preferia ignorar todos os seus colegas, não chegando sequer a saber seus nomes; faz parte do clube de computação embora seja o único membro, o que faz com que Ayaka Shinozaki vá falar com ele pedindo que fizesse parte do clube de jardinagem uma vez que ela também é a única integrante do mesmo. Acaba por aceitar o convite por não ter mais o que fazer, iniciando uma amizade entre eles. Ayaka leva-o para conhecer a loja de ramen Hanamaru onde trabalha ajudando sua irmã mais velha de consideração que é chamada por todos de Min-san. Lá, Narumi conhece a "Equipe de Detetives NEET" formado por três rapazes: Tetsu, um viciado em jogos de azar que havia deixado a escola; Shousa, um otaku por militares que sempre veste trajes de camuflagem e carrega armas e Hiro, um gigolô. Eles o encarregam de ir levar um pedido de ramen para um quarto no terceiro andar da loja onde se localiza uma placa escrito "Firma de Investigação NEET: Esta é a única coisa NEET para se fazer" onde vive Alice, uma misteriosa garota que passa o dia fechada em seu quarto, sentada em sua cama, cercada por condicionadores de ar, computadores e ursos de pelúcia, recusando-se até a levantar-se para buscar o ramen que Narumi havia trazido. Apresenta-se como uma Detetive NEET, diz que os outros três rapazes são parte de seu grupo e buscam ajudar nas investigações. Narumi acaba por tornar-se um de seus assistentes e contribuindo na solução dos mais diversos casos.

## Personagens
Alice (アリス) / Yūko Shionji (紫苑寺 有子, Shionji Yūko)
Vozes por: Minako Kotobuki (CD drama), Yui Ogura (anime)
Alice é uma misteriosa garota que vive no terceiro andar da loja de ramen Hanamaru. Sua idade é desconhecia, aparenta ter por volta de 12 anos, tem cabelos escuros compridos, olhos azuis e frequentemente usa um pijama com estampas de ursos. Refere-se como sendo uma Detetive NEET, sendo capaz de solucionar casos sem precisar sair de seu quarto e obtendo todas as informações possíveis pelo computador, fazendo dela uma hikikomori, embora necessite dos outros membros da Equipe de Detetives NEET. Sua dieta é baseada nos produtos vendidos na loja Hanamaru (ramen e sorvete) e Dr Pepper (No anime, foi parodiado sob o nome "DoKuPe"). Em seu quarto são encontrados diversos animais de pelúcia e é notável sua preferência por ursos, utilizando-os como símbolos nas mais diversas coisas como lacre de envelopes ou seu cursor de mouse; sofre de severa insônia caso não esteja junto de seu urso de pelúcia. Costuma chorar com facilidade, como por não conseguir quebrar o hashi ao meio perfeitamente. Importa-se pouco com seu aspecto e detesta tomar banho.
Narumi Fujishima (藤島 鳴海, Fujishima Narumi)
Vozes por: Atsushi Abe (CD drama), Yoshitsugu Matsuoka (anime)
O protagonista da série, um estudante normal de 16 anos que mora sozinho com sua irmã uma vez que seu pai aparece poucas vezes por ano em casa, aparentemente procurando um lugar em que ele resolva ficar permanentemente, acabam por mudar frequentemente de cidade, o que afeta na vida social de Narumi tornando-o reclusivo e introvertido, preferindo afastar-se de seus colegas. Para ocupar seu tempo, fazia parte do clube de computação, onde era seu único integrante, por isso recebeu o convite de Ayaka, sua colega de sala, para que fizesse parte de seu clube de jardinagem, com quem foi se tornando mais próximo por isso e aceitou ir conhecer seu trabalho na loja de ramen Hanamaru onde lhe são apresentados a Equipe de Detetives NEET e Alice, a Detetive NEET, de quem acaba virando assistente pessoal e ajudando na resolução de casos.
Ayaka Shinozaki (篠崎 彩夏, Shinozaki Ayaka)
Vozes por: Yōko Honda (CD drama), Ai Kayano (anime)
Colega de classe de Narumi, Ayaka é uma garota hiperativa e alegre, trabalha meio período em uma loja de ramen chamada Hanamaru da qual sua irmã mais velha é proprietária. É a única integrante do clube de jardinagem da escola, e, necessitando de mais integrantes, faz com que Narumi se junte a ela. Foi quem apresentou-lhe Hanamaru e a Equipe de Detetives NEET.
Tetsu (テツ) / Tetsuo Ichinomiya (一宮 哲雄, Ichinomiya Tetsuo)
Vozes por: Kenji Takahashi (CD drama), Masaya Matsukaze (anime)
Um dos membros da Equipe de Detetives NEET. Um ex-boxear viciado em jogos de azar como corridas de cavalos e jogos com dados. Costumava estudar no mesmo colégio que Narumi quando mais novo, mas deixou os estudos e nunca mais os retomou, também é notável suas conexões com a polícia local.
Shōsa (少佐) / Mukai Hitoshi (向井 均, Hitoshi Mukai)
Vozes por: Nobuhiko Okamoto (CD drama), Kouki Miyata (anime)
Um dos membros da Equipe de Detetives NEET. Shousa, embora aparente ser muito mais jovem, é, na verdade, um estudante universitário, porém ainda afirma ser um NEET por raramente ir nas aulas e usar disso apenas para ter acesso à biblioteca da universidade. Ele é um otaku por militares, passa a maior parte de seu tempo jogando jogos de sobrevivência e está sempre estido de trajes de camuflagem, tem um vasto conhecimento histórico sobre guerras e é um expert em dispositivos de espionagem.
Hiro (ヒロ) / Hiroaki Kuwabara (桑原 宏明, Kuwabara Hiroaki)
Vozes por: Junji Majima (CD drama), Takahiro Sakurai (anime)
Um dos membros da Equipe de Detetives NEET e o único deles com licença de motorista. Por ter um bom aspecto e uma personalidade gentil, Hiro acaba por ser bastante popular entre as garotas, chegando ao ponto de ter várias namoradas ao mesmo tempo e trabalhando como um gigolô. É especialista em coletar informações e fotos para as investigações.
Yondaime (四代目) / Sōichirō Hinamura (雛村 壮一郎, Hinamura Sōichirō)
Vozes por: Kenta Miyake (CD drama), Daisuke Ono (anime)
Líder e um dos fundadores de um grupo de jovens yakuza NEETs chamado de Hirasaka-gumi. Tem sempre uma atitude rígida e violenta mas frequentemente ajuda Alice em seus casos, além de ser quem sempre conserta seus ursos de pelúcia.

## Mídia

### Light novels
A light novel de Kami-sama no Memo-chou foi escrita por Hikaru Sugii com ilustrações de Mel Kishida. O primeiro volume foi publicado e Janeiro de 2007 pela ASCII Media Works na revista Dengeki Bunko e até 10 de Setembro de 2014, nove volumes foram publicados.

### CD Drama
Dois CD Drama foram produzidos pela Lantis. O primeiro, intitulado Oshare Sagi-shi no Matsuro (おしゃれサギ師の末路), foi lançado em 8 de Julho de 2009. O segundo, intitulado Utahime no Kiken na Angle (歌姫の危険なアングル), foi lançado em 7 de Maio de 2010.

### Manga
Uma adaptação para mangá ilustrada por Tiv começou a ser serializada em Agosto de 2010 pela revista da ASCII Media Works Dengeki Daioh. O primeiro volume tankōbon foi lançado em 27 de Março de 2011 na Dengeki Comics.

### Anime
Uma adaptação para anime foi anunciada em Fevereiro de 2011. O elenco e direção foi anunciado no website oficial da adaptação. Começou a ir ao ar em 2 de Julho de 2011 com a J.C. Staff encarregada da animação. Foi licenciado na América do Norte pela Sentai Filmworks que exibirá a série na The Anime Network sob o nome Heaven's Memo Pad e posteriormente lançará uma versão em home video em 2012.